# Antje Döll
Antje Döll, geborene Lauenroth (* 3. Oktober 1988 in Haldensleben, Bezirk Magdeburg, DDR) ist eine deutsche Handballspielerin. Seit der Saison 2025/26 spielt sie in der Handball-Bundesliga bei der Sport-Union Neckarsulm. Ihre Spielpositionen sind Kreismitte und Linksaußen.
Döll spielte in der Kindheit bei ihrem Heimatverein MTV Weferlingen. Im Jahr 2001 nahm sie der HSC 2000 Magdeburg für die 2. Bundesliga unter Vertrag. 2006 wechselte die Kreisläuferin zur ebenfalls in der 2. Liga spielenden HSG Bensheim/Auerbach. Sie hielt dem Verein fast zehn Jahre die Treue und wechselte erst im Jahr 2015 zum Erstligisten SG BBM Bietigheim, mit dem sie 2017, 2019, 2022, 2023 und 2024 die Deutsche Meisterschaft gewann. Im Sommer 2024 schloss sie sich mit der Profimannschaft der SG BBM Bietigheim dem Verein HB Ludwigsburg an. Seit der Saison 2025/26 läuft sie für die Sport-Union Neckarsulm auf.
Bereits 2008 gewann Antje Döll den Weltmeistertitel mit der U20-Nationalmannschaft in Mazedonien. Ihre erste Deutsche Meisterschaft holte sich die Kriminalkommissarin bereits 2013. Sie gewann mit der Hessenauswahl die Deutsche Polizeimeisterschaften im Frauenhandball. 2016 errang sie mit dem Team von Baden-Württemberg Rang zwei.
2015 stieß Döll zum erweiterten Team der Frauen-Nationalmannschaft und bereits 2016 lud der neue Bundestrainer Michael Biegler sie zu einem Lehrgang ein. Am 8. Juni 2017 gab sie in Aarhus ihr Debüt in der Frauen-Nationalmannschaft. Im Jahr 2024 nahm sie an den Olympischen Spielen in Paris teil.

## Privates
Ihr Ehemann Jan Döll spielt Handball beim SV Salamander Kornwestheim in der 3. Liga.

## Erfolge
- rund 50 U20-Länderspiele
- Zweitliga-Meisterschaft 2009/10 (mit der HSG Bensheim/Auerbach)
- U20-Weltmeisterin 2008
- Deutscher Polizeimeisterschaft 2013
- 2. Platz Deutsche Polizeimeisterschaft 2016
- Deutscher Meister 2017, 2019, 2022, 2023, 2024 und 2025
- Deutscher Pokalsieger 2021, 2022, 2023 und 2025
- DHB-Supercup 2017, 2019, 2021, 2022, 2023 und 2024
- EHF European League 2022